# Francis Rod
Francis Rod, né le 17 mai 1887 à Plainpalais en Suisse et mort le 10 mars 1926 à Paris, est un athlète suisse, spécialiste du 110 m haies.

## Biographie
Francis Rod est le fils de Louis Édouard Rod (1857-1910) et Julie Lucie Valentine Gonin.
Il remporte en 1907 le titre de Champion de France du 110 m haies ainsi que le 100 mètres.
Élève du Lycée Janson-de-Sailly, il est ingénieur des Arts et manufactures.
Il épouse Gabrielle Élise Maxheim (1901-1993) à Paris en 1921. Le couple a trois enfants, Christiane, Jean et Paul.
Il est par la suite administrateur délégué de la société Constructions Edmond Coignet.
Il est toujours licencié au RCF pour lequel il est trésorier-adjoint.
Il est entrepreneur de la construction du stade de Colombes.
Il est mort à son domicile parisien en mars 1926, à l'âge de 38 ans.

## Carrière
- Championnats de France d'athlétisme :
  - vainqueur du 110 m haies en 1907
  - vainqueur du 100 m en 1907